# Classe Oscar
Le Projet 949 Granit et le Projet 949A Anteï sont des sous-marins nucléaires lanceurs de missiles de croisière (SSGN), plus connus par leurs désignations données par l'OTAN, respectivement Oscar-I et Oscar-II. Ils sont considérés comme étant des « croiseurs » (крейсерская, kreyserskaïa), plus spécifiquement des « croiseurs sous-marins nucléaires de premier rang » (Atomnie Podvodnie Kreysery 1 Ranga – APKR), construits par l'URSS à la fin des années 1970. Ils font partie des sous-marins de la troisième génération.
Les projets 949 et 949A ont été conçus dans les années 1970 par le bureau d'études Rubin. Ce sont parmi les projets les plus secrets de l'ex-URSS. Le cahier des charges exigeait un sous-marin d'attaque lance-missiles ultramoderne capable de transporter 24 missiles SS-N-19 antinavires d'une portée de 550 km.

## Conception et construction

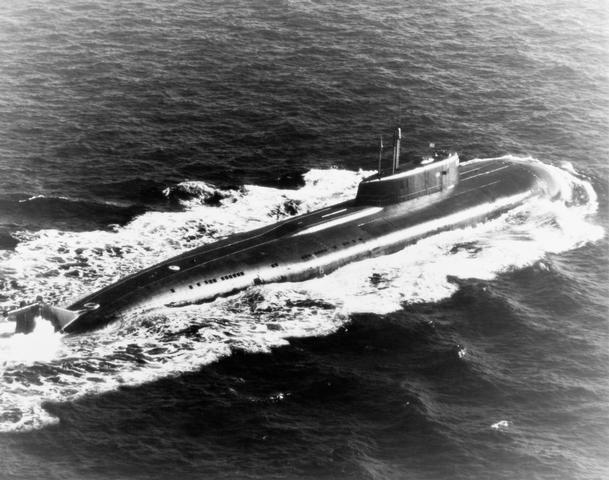
Le K-186 Omsk en 1994.

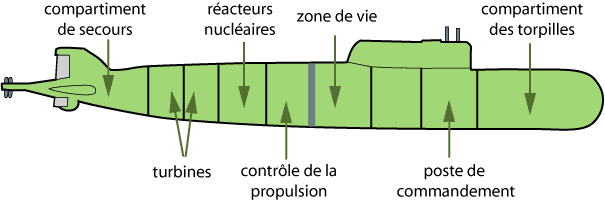
Les neuf compartiments de la classe Oscar.

Leur tonnage de 23 860 tonnes en plongée les place parmi les sous-marins les plus lourds du monde. Il y a de nombreuses similitudes de conception entre le projet 949 et 941 (classe Typhoon) aussi bien dans le type de machinerie que dans les espaces de vie et de détente. On y retrouve une salle de sport, un solarium, un coin fumeur et une piscine de 2 m × 4 m × 2,5 m dont l'eau est pompée lorsque le sous-marin a atteint une profondeur supérieure à 250 m. Cette eau est renouvelée toutes les six heures.
Issu du savoir-faire accumulé grâce aux leçons des projets 661 (classe Papa) et 670 (classe Charlie), le projet 949 représente l'aboutissement de la doctrine en vogue en URSS « Détruire les porte-avions par tous les moyens avant une offensive ».
Les bâtiments de la classe disposent d'une double coque : la coque extérieure, faite d'acier enrichi en nickel et en chrome, est hautement inoxydable et sa signature magnétique est très faible ; la coque intérieure, de 5 cm d'épaisseur, le rend « insubmersible » (du moins en théorie, voir le naufrage du K-141 Koursk). Il est divisé en neuf compartiments, dont le dernier est un « compartiment-refuge ». Ses deux réacteurs nucléaires OK-650b lui assurent une vitesse de pointe de 32 nœuds en plongée, et il peut évoluer jusqu'à 300 m de profondeur.
Les sous-marins de la classe Oscar sont dotés de six panneaux, de part et d'autre du kiosque, avec deux missiles par panneau. Comme les neuf mètres du P-700 Granit (code OTAN : SS-N-19) le rendent trop grand pour se loger verticalement, les missiles sont disposés en nid- d'abeilles (un dans le coin supérieur droit et l'autre dans le coin inférieur gauche), inclinés vers l'avant d'environ 45°.
Le P-700 Granit peut transporter une charge classique de 750 kg, ou une ogive nucléaire de 500 kt à 550 kilomètres. Il est particulièrement destiné à détruire les porte-avions et groupes aéronavals.
Depuis les accords START I et II sur la non-prolifération et la réduction des armes nucléaires, l'armement nucléaire des sous-marins de la classe Oscar a été officiellement remplacé par des missiles à charge conventionnelle.
Comme tous les sous-marins nucléaires russes, les sous-marins de la classe Oscar ont deux passerelles : une « baignoire » en haut du massif, et juste en dessous une passerelle protégée des éléments.
Cette classe est équipée d'une capsule éjectable.
En 2015, trois sous-marins de la classe Oscar II sont en cours de modernisation afin d'accroître leur durée de vie de 20 ans, les P-700 Granit devraient être remplacés par des P-800 Oniks.

## Liste des navires

Dimensions comparées d'un Oscar II et d'un.

Deux Oscar-I, construits à Severodvinsk, affectés à la Flotte soviétique du Nord :
- K-525 Arkhangelsk, construit en 1978, armé en 1980 ;
- K-206 Mourmansk (ex-Minski Komsomolets), armé en 1981, renommé Mourmansk en 1993.

Douze Oscar-II ont été construits à Severodvinsk.
Six ont été affectés à la Flotte du Nord : 
- K-148 Krasnodar, armé en 1986 ;
- K-119 Voronej, armé en 1988 ;
- K-410 Smolensk, armé en 1990 ;
- K-266 Orel, ex-Severodvinsk, armé en 1992 ;
- K-186 Omsk, lancé le 8 mai 1993, armé le 27 octobre 1993 ;
- K-141 Koursk, construit en 1992, lancé en 1994, armé en décembre 1994, coulé accidentellement le 12 août 2000.

Cinq ont été affectés à la Flotte du Pacifique [Quand ?]:
- K-132 Irkoutsk, armé en 1987 ;
- K-173 Krasnoïarsk, armé en 1989 ;
- K-442 Tcheliabinsk, armé en 1990 ;
- K-150 Tomsk, armé en 1991 ; base navale de Vilioutchinsk en 2008 ;
- K-456 Vilioutchinsk (ex-Kasatka), armé en 1991, affecté à la Flotte du Nord, transféré à la Flotte du Pacifique en septembre 1993.

Un converti pour les missions spéciales :
- K-329 Belgorod, initialement nommé K-139, est reconverti sous le nom de Projet 09852 Belgorod pour des missions spéciales depuis 2012. Ce nouveau système d'armes (le sous-marin K-329 vecteur et le drone-torpille Status-6 Poseidon[3],[4],[5]) a été annoncé officiellement par le président russe Vladimir Poutine au cours de son discours annuel du 1er mars 2018[6]. Les objectifs attribués à ce système d'armes touchent à la délivrance d'armes conventionnelles ou stratégiques, ainsi qu'aux opérations spéciales en eaux profondes. La mise en service opérationnelle est prévue pour fin 2020, avec sans doute un report à début 2021.

## Culture populaire
- Dans le jeu vidéo Call of Duty: Modern Warfare 3, l'une des missions consiste à aborder un sous-marin de classe Oscar-II — qui est présenté comme étant le navire amiral de la flotte russe assiégeant New York et qui a pour mission de raser la Côte Est des États-Unis — et à retourner ses missiles contre les navires russes, ce qui entraine une déroute complète des forces russes.
- Le sous-marin de classe Oscar-II Belgorod apparaît dans le film Mission: Impossible - The Final Reckoning.